# Venarey-les-Laumes
Venarey-les-Laumes [vənaʁɛ le lom] ist eine französische Gemeinde mit 2758 Einwohnern (Stand: 1. Januar 2022) im Département Côte-d’Or in der Region Bourgogne-Franche-Comté; sie gehört zum Arrondissement Montbard und ist der Hauptort (chef-lieu) des Kantons Montbard. Die Einwohner werden Laumois genannt.

## Geographie
Durch Venarey-les-Laumes fließen sowohl die Oze (als nördliche Gemeindegrenze) als auch die Brenne. Mitten durch die Gemeinde zieht sich der Schifffahrtskanal Canal de Bourgogne. Umgeben wird Venarey-les-Laumes von den Nachbargemeinden Ménétreux-le-Pitois im Norden, Grésigny-Sainte-Reine im Osten und Nordosten, Alise-Sainte-Reine im Osten und Südosten, Mussy-la-Fosse im Süden, Massingy-lès-Semur im Südwesten sowie Grignon im Westen und Nordwesten.
Der Bahnhof Les Laumes-Alésia im Nordosten der Gemeinde liegt an der Bahnstrecke Paris–Marseille. Hier zweigt die für den Personenverkehr stillgelegte Bahnstrecke Les Laumes-Alésia–Maison-Dieu ab.

## Geschichte
Als sich Frankreich im Zweiten Weltkrieg unter deutscher Besatzung befand, nahmen die Deutschen einen jungen Primarschullehrer in Venarey-les-Laumes fest, als er gerade Unterricht gab und brachten ihn nach Dijon. Dort erschossen sie ihn und drei weitere junge Lehrer am 7. März 1942.

## Bevölkerungsentwicklung
| Jahr                       | 1962 | 1968 | 1975 | 1982 | 1990 | 1999 | 2006 | 2011 |
| Einwohner                  | 3294 | 3463 | 3347 | 3450 | 3544 | 3274 | 3068 | 2913 |
| Quellen: Cassini und INSEE |      |      |      |      |      |      |      |      |

## Sehenswürdigkeiten
- Die Kirche Saint-Germain-de-Paris wurde im 13. Jahrhundert erbaut, Umbauten stammen aus dem 15. Jahrhundert; Im Innern befinden sich zwei Statuen der Heiligen Ludwig und Laurentius, die als Monument historique eingetragen sind.
- Kirche Sainte-Chantal
- Rathaus
- Schloss Venarey, 1730 anstelle der früheren Schloss- bzw. Burganlage errichtet
- Pont des Romains über die Oze mit Wegekreuz, seit 1925 Monument historique

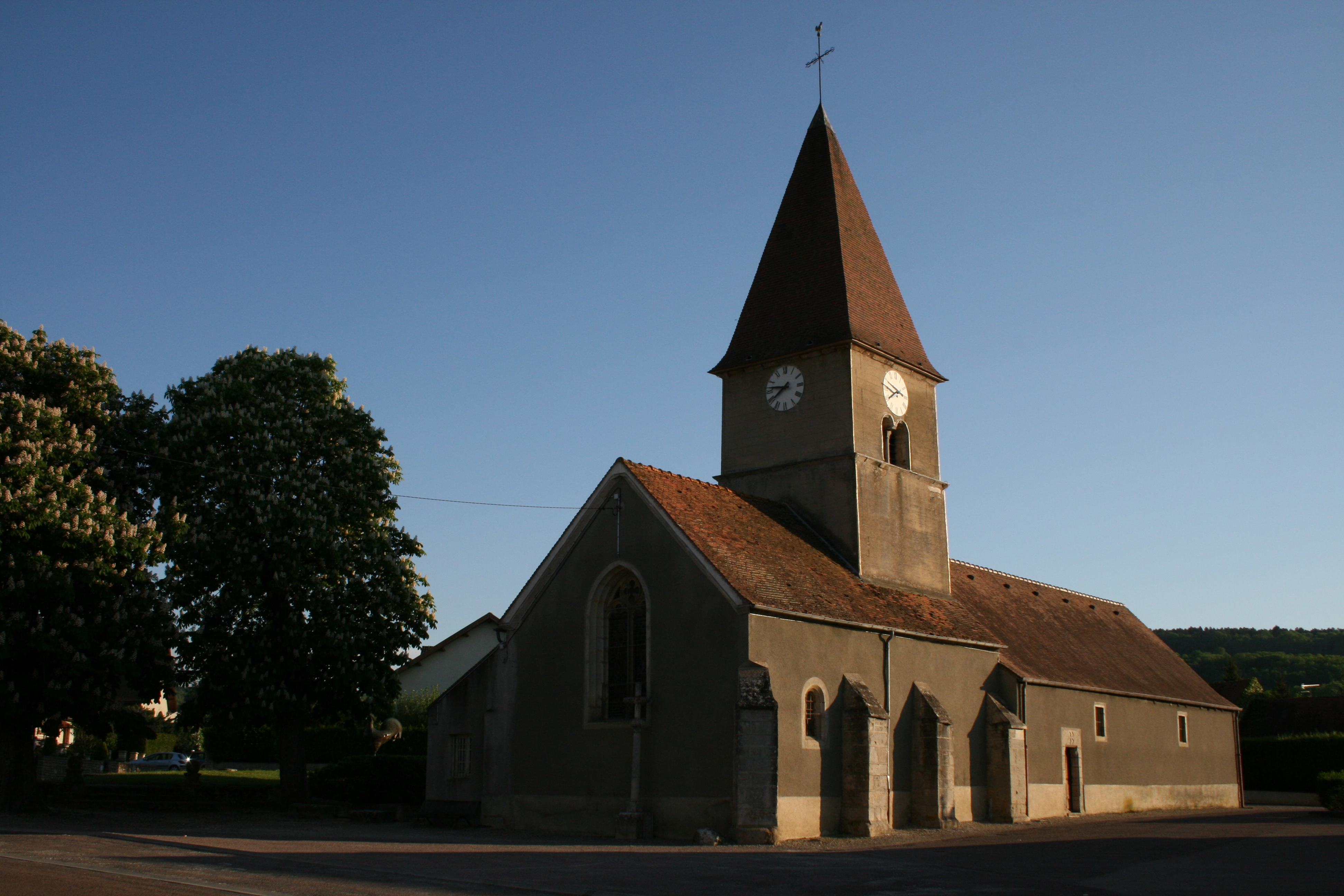
Kirche Saint-Germain-de-Paris
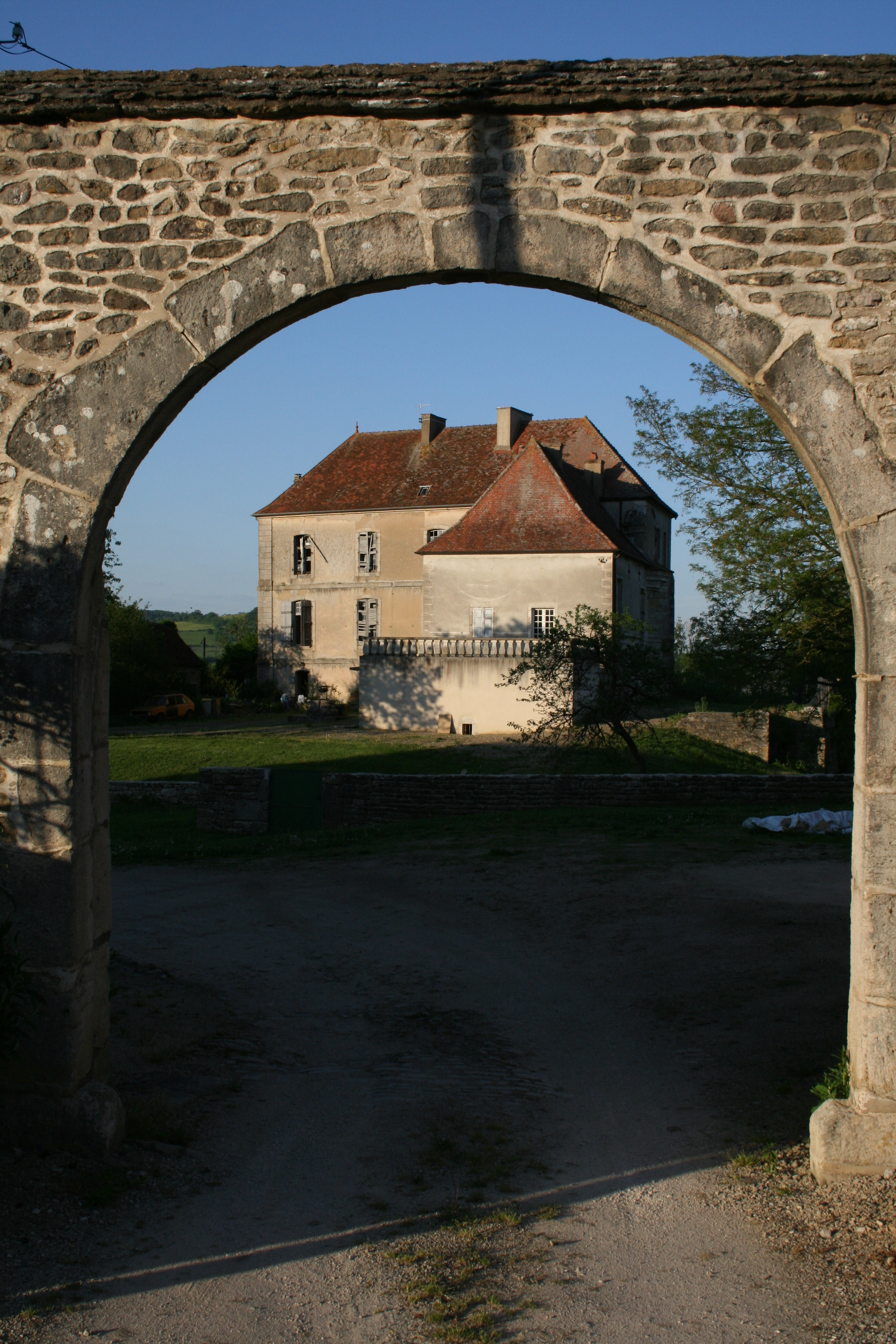
Schloss Venarey
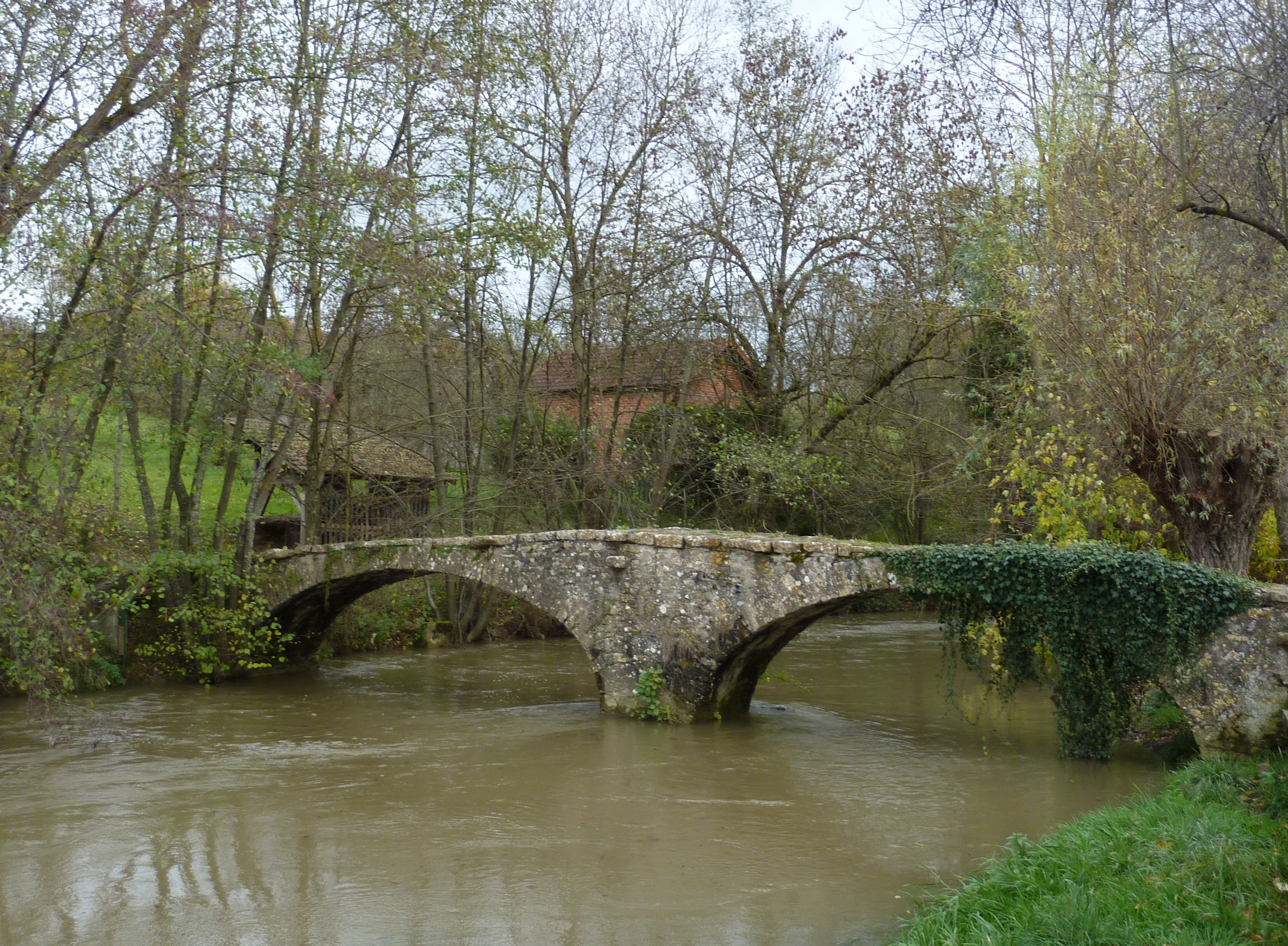
Pont des Romains über die Oze
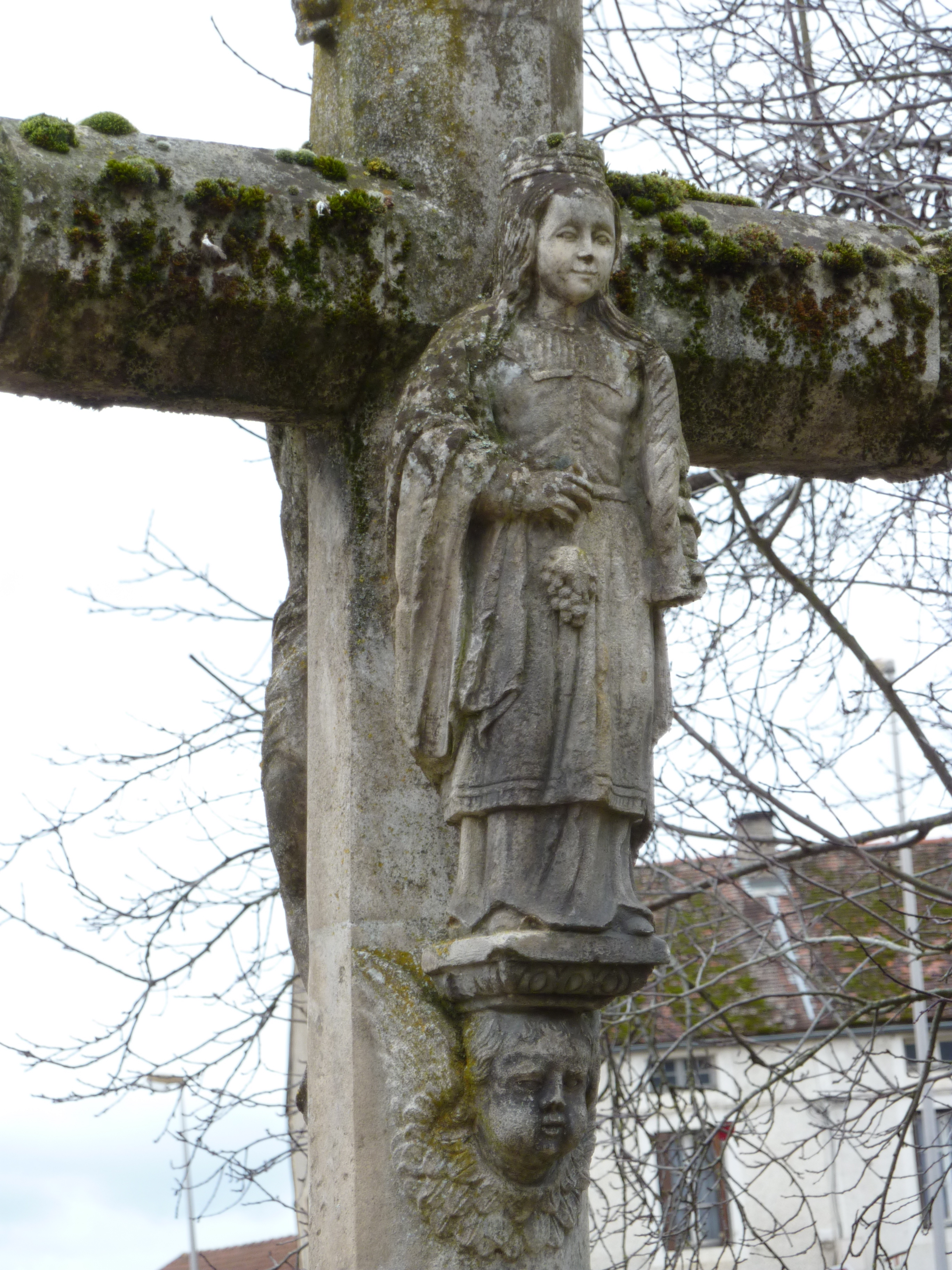
Wegekreuz

## Persönlichkeiten
- Jean Dampt (1854–1945), Bildhauer, Graveur und bildender Künstler
- Camille Bombois (1883–1970), naiver Maler

## Gemeindepartnerschaften
Mit der deutschen Gemeinde Bingen am Rhein in Rheinland-Pfalz besteht seit 1967 eine Partnerschaft.